# Noosa Heads
Noosa Heads is een plaats in de Australische deelstaat Queensland. Het is een welvarende plaats aan de kust en in het centrum van het district Noosa.
Het bevindt zich ongeveer 100 minuten rijden ten noorden van Brisbane. Het staat bekend om zijn mooie stranden en de nabijgelegen rotsachtige, beboste heuvels. De Noosa Rivier vormt een natuurlijke grens tussen het dorp, de heuvels en het Noosa National Park. Naast Noosa Heads liggen Noosaville en Noosa Junction.

## Wegen
Noosa Heads is het toeristische hart van het district Noosa, met veel restaurants en hotels. De hoofdstraat is Hastings Street, deze ligt direct achter de kust. Kort na de Tweede Wereldoorlog groeide het kusttoerisme exponentieel, toen goudzoekers uit Gympie op vakantie gingen aan de kust bij Noosa. Hierom zijn de wegen rond Noosa vernoemd naar Gympie-coördinatiepunten zoals Gympie Terrace en Mary Street. Tegen het midden van de jaren negentig was Noosa Heads opgebloeid tot een bekende toeristenbestemming, genoteerd in nationale en internationale reisgidsen.

## Surfen
Noosa Heads' belangrijkste attracties zijn de stranden. Het belangrijkste strand en de kleine baaien rond het heuvelland zijn belangrijke surflocaties. Een van de belangrijkste surfwedstrijden is het Noosa Festival of Surfing. Dit festival trekt grote aantallen surfer aan. 

## Jaarlijkse evenementen
De belangrijkste evenementen door het jaar heen zijn het Noosa Festival of Surfing, Rock’n Tewantin, Noosa Long Weekend, Noosa Triathlon en Pomona's King of the Mountain. Het Noosa 'Long Weekend' duurt eigenlijk tien dagen, waarin allerlei culturele activiteiten worden georganiseerd. Met zulke festivals geeft Noosa een relaxte indruk en bevorderen het toerisme. De inwoners van Noosa komen meer relaxed over dan de inwoners van nabijgelegen dorpen. Er wordt gezegd dat nieuwe inwoners lang moeten wennen aan de ontspannen levenswijze. 
In Noosa Heads leeft een koalapopulatie die vaak gezien wordt in en rond het Noosa National Park. 